# Driss Ouadahi
Driss Ouadahi (* 1959 in Casablanca, Marokko) ist ein zeitgenössischer algerischer Maler. Er lebt und arbeitet in Düsseldorf und Paris. Ouadahis Arbeiten verbinden abstrakte architektonische Formensprache mit realen Wohnstrukturen, die er in Europa und Afrika vorfindet. In seinen Werken beschäftigt er sich auch mit Klassen-, Religions- und Ethnizitätsfragestellungen, die sich auf das Empfinden von Grenzen und Anderssein des Individuums beziehen.

## Werdegang
Ouadahi belegte von 1979 bis 1982 ein Studium der Architektur in Algier. 1984–1987 erhielt er eine Ausbildung an der École Supérieure des Beaux Arts, Algier und 1988–1994 an der Kunstakademie Düsseldorf. Seine Ausstellung „Systeme der Abgrenzung“ wurde am 25. Februar 2018 im Heydt-Museum in Deutschland eröffnet. Seine Arbeiten werden international ausgestellt, unter anderem in Dubai, New York, Nordafrika und in Europa. In Paris hat er 2018 an der Ausstellung „L’un et l’autre“ im Palais de Tokyo teilgenommen.

## Stipendien
- 2013 Cité Internationale des Arts Paris
- ETANENO, Museum im Busch, Kalkfeld, Namibia

## Ausstellungen (Auswahl)
- 2025 Die Große, Museum Kunstpalast, Düsseldorf[1]
- 2023 Driss Ouadahi - PROXIMITÉ, Kunstverein Neckar-Odenwald, Mosbach/Baden
- 2022 Berlin Biennale, Berlin[2]
- 2021 Les murmures, Martin Leyer-Pritzkow Ausstellungen, Düsseldorf
- 2019 REZ-DE-CHAUSSEE, Martin Leyer-Pritzkow Ausstellungen, Düsseldorf[3]
- 2018 Systeme der Abgrenzung, Von der Heydt-Kunsthalle, Wuppertal-Barmen
- 2018 Klassenverhältniss, u. a. mit Monica Bonvicini, Thomas Hirschborn, Anna Witt, Tobias Zielony, Kunstverein in Hamburg
- 2018 L’un et L’autre, Palais de Tokyo, Paris (Frankreich)
- 2018 Dessinez vos dessins, Musée public national d’art moderne et contemporain, Algier (Algerien)
- 2017 Beautiful stranger, Museum de Wieger, Deurne, Holland
- 2016 breach in the silence, Hosfelt Gallery, San Francisco, (USA)[4]
- 2016 Transposition, Caroline Pages Galley, Lissabon (Portugal)
- 2015 Walls and margins, Barjeel Art Foundation, (UAE)
- 2014 Inside Zenith, Lawrie Shabibi Gallery, Dubai (UAE)[5]
- 2014 Memory, Place, Desire, The Cantor Fitzgerald gallery, Haverford College, PA., (USA)
- 2013 La Route Bleu, Villa Emapin-Boghassian Foundation Brüssel, (Belgien)
- 2011 Future of a promise, 54. Biennale di Venezia, (Italien)
- 2010 Densité, Hosfelt Gallery, New York (USA)
- 2009 Looking inside, Kunstnernes Hus, Oslo, (Norwegen)
- 2009 Périfériks, Centre d’art de Neuchatel, (Schweiz)
- 2008 Art entre quatre murs, Musée des Abattoirs, Toulouse, (Frankreich)
- 2005 Künstlerverein Malkasten, Düsseldorf
- 2003 Centre d’art Contemporain d’istres, Marseille (France)
- 2003 Réverbération, Centre d’art Chateau de Servières, Marseille (Frankreich)
- 1990 ISMA Gallery, Algier (Algerien)
- 1989 Alger. Hommage à Pablo Picasso, Musée national des beaux-artes, Algier (Marokko) und Musée Picasso, Antibes (Frankreich)

## Werke im öffentlichen Besitz
- Modern Forms, London (England)
- Musée national des beaux-arts. Algier (Algerien)
- Collection of Cleveland Clinic, Abu Dhabi, (UAE)
- FRAC Orléans, Centre Val de loire, (Frankreich)
- Kamel Lazar Foundation, Genf (Schweiz) und Tunis (Tunesien)
- Nadour Collection, Düsseldorf (Deutschland) und Paris (Frankreich)
- Stiftung Museum Kunstpalast, Düsseldorf
- Herbert-Wiesenburger Stiftung, Rastatt (Deutschland)

## Publikationen (Auswahl)
- 2021 Driss Ouadahi, Les murmures, Text Clemens Henle, Martin Leyer-Pritzkow, deutsch / englisch, Hrsg. Martin Leyer-Pritzkow, ISBN 978-3-9823565-2-5
- 2018 Driss Ouadahi, Systeme der Abgrenzung, Hrsg. Von der Heydt-Kunsthalle, Wuppertal-Barmen, 2018, ISBN 978-3-89202-100-1
- 2017 Thomas Hirsch, Driss Ouadahi, Allgemeines Künstlerlexikon, Bd. 94